# ساول مارتينيز غارسيا
ساول مارتينيز غارسيا (بالإسبانية: Saúl Martínez García)‏ هو ملحن وكاتب أغاني مكسيكي، ولد في 30 مارس 1914 في المكسيك، وتوفي في 3 يناير 1969.